# 하용조
하용조(河用祚, 1946년 (음력) 9월 20일 ~ 2011년 8월 2일)는 대한예수교장로회(통합) 소속의 대형교회인 온누리교회의 담임목사로. 건국대학교(B.A.)와 장로회신학대학교 신학대학원(M.Div.)을 졸업했다. 또한 미국 트리니티 신학교을 비롯한 몇몇 대학에서 명예박사학위를 수여받기도 하였다.
한국독립교회및선교단체연합회의 병설 신학교인 횃불트리니티신학대학원대학교의 총장을 겸임하였다. 또한 기독교출판사 두란노서원의 원장직책을 맡아 활동하였다. 2011년 8월 2일 향년 66세로 오전 8시 40분에 뇌출혈로 소천하였다.

## 생애
1946년 평안북도 진남포 (현재의 남포특별시)라고 알려져 있지만 공식적으로 평안남도 강서군에서 하대학의 아들로 태어난 하용조 목사는 한국전쟁을 통해 인천을 거쳐 전라남도 목포까지 피난을 온 실향민이다.
유소년 시절을 목포에서 지낸 그는 대광고등학교를 거쳐 건국대에 진학한 뒤 한국대학생선교회(CCC)에 들어갔고 고 김준곤 목사의 지도아래 고 옥한흠 목사(사랑의교회), 홍정길 목사(남서울은혜교회), 이동원 목사(지구촌교회) 등과 함께 영성 훈련을 받았다.
이후 7년간 CCC간사로 활동했으며 1972년 장로회신학대학에서 공부하고 1976년 목사 안수를 받았다.
목사 안수 이전부터 섬기던 마포교회의 장로인 김경태 (연출가) PD의 도움으로 가수 윤복희, 코미디언 구봉서 등과 함께 연예인교회를 개척하고 부흥시켰지만 연예인교회 성전을 완공할 무렵 지병인 간경화가 재발해 교회를 사임하고 치료와 휴식을 위해 1980년 영국으로 떠났다.
1984년 영국에서 돌아온 하용조 목사는 1985년 서울 용산구 서빙고동에 온누리교회를 설립했다.
1994년에는 '2010년까지 2000명의 선교사와 10000명의 평신도 사역자를 세운다'는 '2천/1만' 비전을 선포한데 이어 2003년에는 '사도행전적 교회를 재생산해 온누리에 복음을 전한다'는 'Acts29'비전을 발표했다.
대학교 3학년 때 처음 앓기 시작한 폐결핵을 시작으로 당뇨, 고혈압 등 평상시 건강이 안좋았으며 2000년대 중반 이후에는 신부전증이 악화되어 1주일에 네번 씩 투석을 할 정도였다. 간염으로 시작된 간질환은 간암으로 발전하여 간암 수술은 7차례에 걸쳐서 받았다.
하용조 목사는 7번이나 암수술을 받는 등 병약한 가운데서도 수많은 사역을 감당하며 근대 복음주의운동을 선도했던 대표적 복음주의 지도자였다. 옥한흠, 홍정길, 이동원과 더불어 복음주의 4인방으로 통했던 하용조는 그 중에서도 특히 문화를 읽는 안목이 탁월했다.
연예인교회, 두란노서원, 온누리교회, CGNTV, 대학과 신학교, 제자훈련과 성령운동의 접목, 일본선교와 러브 소나타, 강해설교 등을 통해 하용조 목사는 복음주의 문화운동을 한국교회에 저변확대 시키는데 지대한 공헌을 하였다. 그는 복음의 사각 지대일 수 있는 연예인들에게 복음을 전하고 그들을 복음사역에 동참시켰으며, 수많은 책을 출판하여 대중들에게 다가갔다.
영미의 기독교 문화 동향을 한국에 소개하고 교회 사역에 과감하게 접목시킨 인물도 그였다. 영상과 선교를 접목시킨 위성방송 CGNTV는 다양한 컨텐츠를 통해 시간과 공간의 제약을 넘어 전 세계에 흩어져 사역하는 수많은 선교사들에게 다가갔다. 최근 일본 선교의 새로운 지평을 개척한 러브 소나타 역시 그가 남긴 기독교문화운동의 결실이었다.
1985년 설립된 온누리교회는 짧은 기간 동안 규모에 있어서 세계적인 교회로 성장했던 데에는 이유가 있었다. 그는 제자훈련을 도입했지만 그것만을 고집하지 않았다. 성령운동에 대해서도 하용조 목사만큼 열린 사람도 드물었다. 시카고 윌로우크릭 커뮤니티 교회의 구도자예배를 도입해 국내에 열린 예배를 처음 도입한 사람도 그였다.
그는 CCM이라는 현대기독교음악을 교회 예배에 도입하고 이를 한국교회 안에 저변확대 시켰다. 현대 대중들의 심성을 정확히 파악하고 이 시대 문화의 코드를 가지고 대중에게 다가갔다. 그는 교회의 문턱을 낮추고 대중들에게 교회의 문을 활짝 열어 제 쳤다. 그 결과 온누리교회는 폭발적인 성장을 이룩하며 한국근대 기독교 역사에 또 하나의 성장신화를 이룩했다.
또한 출판문화를 통해 복음주의운동을 저변확대시켰다. 그가 간행한 정기 간행물 <생명의 삶>, <빛과 소금>, 그리고 <목회와 신학>, <그 말씀>은 한국 복음주의 기독교출판문화의 새장을 열며 복음주의운동의 창구역할을 했다.
1980년대 어느 출판사도 감히 엄두를 낼 수 없었던 그 시절에 두란노서원은 QT 책자 <생명의 삶>을 출간해 경건훈련의 중요성을 일깨워주었고, <빛과 소금>을 출간해 한국교회 평신도들에게 어떻게 살아야할 것인가를, <목회와 신학>을 통해서는 목회 현장과 신학을 연결해 신학과 동떨어진 목회현장, 목회현장과 무관한 신학이 존재하지 않도록, 그리고 <그 말씀>이라는 책자를 통해서는 일선 목회자들에게 복음주의 설교가 무엇인가를 일깨워주어, 한국교회 그리스도인들과 목회자들이 가정과 직장과 교회와 사회 속에서 어떻게 신앙생활을 해야 할 것인가를 가르쳐주었다. <빛과 소금>이 평신도들에게, <목회와 신학>은 목회자들과 신학자들에게 복음주의운동의 창구가 되었다.
하용조 목사가 한국교회사에 남긴 또 하나의 족적은 강해설교였다. 그는 제목설교에 익숙했던 한국교회에 현대 복음주의 설교가로 널리 알려진 데니스 레인 목사를 초청해 강해 설교세미나를 열어 한국교회 목회자들에게 본문에 기초한 강해설교를 소개하고 널리 보급시키는 일에 앞장섰다. 그러면서 강단에서 본문에 충실한 강해설교를 선포했다. 변하는 세상(changing world)에 변하지 않는 말씀(unchanging Word)을 효과적으로 전달하는 것이 기독교의 사명이라면 하용조는 이 일에 탁월한 재능을 발휘했다.
마지막으로 하용조 목사가 남긴 한국교회사적 족적은 기독교학교운동이었다. 그는 세상을 떠나기까지 지난 20년간 혼신을 다해 기독교학교를 세우는 일에도 앞장섰다. 횃불 트리니티 신학교 총장, 신동아학원 이사장을 맡으며 전주대학교, 한동대학교, 횃불트리니티 신학교 운영에 직 간접으로 참여하며 한국교회에 기독교학교운동을 저변확대 시켰다. 기독교 문화의 불모지 한국에 복음주의 문화운동을 저변확대시킨 하용조, 그는 시대를 앞서가며 한 시대를 선도했던 대표적 복음주의자였다.

## 학력
- 건국대학교 축산가공학과
- 장로회신학대학교 목회학
- 영국 런던 Bible College
- 영국 WEC 국제선교센터 수료
- 영국 런던 Institute
- 미국 트리니티 대학교 명예 신학 박사
- 명지대학교 명예 철학 박사
- 숭실대학교 명예 기독교학 박사

## 약력
- 횃불트리니티신학대학원대학교 총장
- 온누리교회 담임목사
- 두란노서원 원장
- 전주대학교 이사장
- 한동대학교 이사
- CGNTV 이사장

## 가족
- 아버지 하대학
- 어머니 김선일
- 아내 이형기
- 아들 하성석
- 딸 하성지

## 같이 보기
- 대한예수교장로회(통합)
- 한동대학교
- 온누리교회
- CGNTV